# Artemas
Artemas wird zu den Siebzig Jüngern gerechnet. Er wird im Titusbrief erwähnt, in dem Paulus in Tit 3,12  erklärt, er wolle dem Titus entweder den Artemas oder den Tychicus als Boten senden und er, Titus, möge dann nach Nikopolis zu Paulus kommen. Artemas soll Bischof im kleinasiatischen Lystra gewesen sein. Er wird als Heiliger verehrt; sein Gedenktag ist der 30. Oktober.